# 高港区
高港区（こうこう-く）は中華人民共和国江蘇省泰州市に位置する市轄区。

## 行政区画
- 街道:口岸街道、刁鋪街道、許荘街道、沿江街道
- 鎮:永安洲鎮、白馬鎮、胡荘鎮、大泗鎮、野徐鎮